# كوران (قرية)
 كوران  بضم الكاف والواو، وسكون النون، قرية جبلية صغيرة تقع بين هضبتين عاليتين، في أسفل جبل كوران، وتتبع ناحية كوخرد  (بالفارسية: بخش كوخرد)  من توابع مدينة بستك وتقع في محافظة هرمزگان في جنوب إيران.

## السكان
يبلغ عدد سكان هذه القرية الصغيرة في حدود (122) شخصاً يشكلون (21 أسرة)، من أهل السنة والجماعة وعلى المذهب الشافعي. هم من البدو، يمتهنون بتربية المواشي والأغنام. ويجلبون الحطب من الجبال المحيطة بهم، وكذلك الأعشاب الطبية الموجودة على سفح الجبل وبيعها في القرى المجاورة لهم. كذلك لهم: بركتان لحفظ مياه الأمطار، ومسجد واحد، وأيضاً هناك مجموعة من العيون العذبة تقع في بطن الوادى تغذي حوالي 500 نخلة.

## طريق إلى القرية
كما أسلفنا أن القرية جبلية وتقع في داخل الجبال، لذلك الوصول إليها صعبة بعض الشي، ولكن قبل بضع سنوات تم شق طريق للسيارات الدفع الرباعي من ناحية قرية انجيره، والآن بإمكان وصول
السيارات الدفع الرباعي إلى القرية بسهولة.

## وصلات خارجية
- الادارية لمحافظة هرمزگان
- الادارية لمحافظة هرمزگان (بلده كوخرد)